# Molondin
Molondin is een gemeente en plaats in het Zwitserse kanton Vaud en maakt deel uit van het district Jura-Nord vaudois.
Molondin telt 173 inwoners.